# Evgeni Poleakov
Evgeni Poleakov (ur. 26 czerwca 1990) – mołdawski wioślarz.

## Osiągnięcia
- Mistrzostwa Europy – Brześć 2009 – czwórka bez sternika – 11. miejsce[1].